# قرص (تركيا)
قَرْص (بالتركية: Kars؛ بالأرمنية: Կարս؛ وبالكردية: قەرس) مدينة في أقصى شرقي الأناضول وهي عاصمة ولاية قرص التركية ويسكنها 91,450 نفس، وقد كانت قديما عاصمة مملكة أرمينية اثنين وثلاثين سنة. ذكرها أبو عبد الله ياقوتٌ الحموي الرومي في معجم البلدان قال: «مدينة أرمينية من نواحي تفليس يجلب منها الإبريسم —خبرني بذلك رجل من أهلها— بينها وبين تفليس يومان.»

## توأمة
لقارص اتفاقيات توأمة مع كل من:
- بورصة
- أدرنة
- كنجه
- شيركنيس
- كوتايسي
- ستافروبول
- فيزل

## أعلام
- ياسين أصلان
- أرطغرل أيدن
- توبا إيكينجي
- أمينة إشينسو
- ألكر غزل
- عبد الله باشا الكوبريللي